# ریو گرانده جنوبی
ریو گرانده جنوبی (Rio Grande do Sul) به معنی لفظی «رود بزرگ جنوب»، جنوبی‌ترین ایالت برزیل است.
مرکز ایالت شهر پورتو الگره می‌باشد. از شهرهای ایالت ریو گرانده دو سول می‌توان از سانتا ماریا نام برد.

## جغرافیا
ریو گرانده جنوبی از شمال با ایالت سانتا کاتارینا، از شرق با اقیانوس اطلس، از جنوب با اروگوئه و از غرب با آرژانتین هم‌مرز است.